# Cymbonotus
Cymbonotus là một chi thực vật có hoa trong họ Cúc (Asteraceae).

## Loài
Chi Cymbonotus gồm các loài: